# Iljitschowo (Kaliningrad, Polessk)
Iljitschowo (russisch Ильичёво) ist eine Siedlung in der russischen Oblast Kaliningrad. Sie gehört zur kommunalen Selbstverwaltungseinheit Stadtkreis Polessk im Rajon Polessk.
Die Siedlung umfasst die beiden ehemaligen ostpreußischen Ortschaften Kelladden (1938–1945: Waldwinkel) und Szerszantinnen (1936–1938: Scherschantinnen, 1938–1945: Kleinwaldwinkel). 
In der ehemaligen Dorfschule von Kelladden befindet sich seit 2012 das kleine Museum Alte deutsche Schule Waldwinkel (russisch Старая немецкая школа Вальдвинкель).

## Geschichte
Die beiden in Waldrodungen entstandenen Landgemeinden Kelladden und Szerszantinnen aus dem Kirchspiel und dem Amtsbezirk Laukischken lebten hauptsächlich von der Landwirtschaft. In Kelladden gab es das Gasthaus Tollkühn mit Tanzdiele, ein Lebensmittelgeschäft, eine Baufirma und eine zweiklassige Dorfschule.
Im April 1938 wurde die 1936 in Scherschantinnen umbenannte Gemeinde nach Kelladden eingemeindet, welches wiederum im Juni 1938 in Waldwinkel umbenannt wurde, da der Name zu dieser Zeit nicht deutsch genug klang. Scherschantinnen hieß nun Kleinwaldwinkel. Im Jahr 1939 hatte die Gemeinde Waldwinkel, zu der auch noch ein Teil der Eigenkätnerei Neu Holland gehörte, mehr als 650 Einwohner.
Nach der Besetzung durch die Sowjetunion bekam der Ort im Jahr 1947 den Namen „Iljitschowo“. Gleichzeitig wurde der Ort Sitz eines Dorfsowjets im Rajon Polessk. Nach der Auflösung dieses Dorfsowjets im Jahr 1954 gelangte der Ort in den Dorfsowjet Saranski selski Sowet. Von 2008 bis 2016 gehörte Iljitschowo zur Landgemeinde Saranskoje selskoje posselenije und seither zum Stadtkreis Polessk.

### Iljitschowski selski Sowet 1947–1954
Der Dorfsowjet Iljitschowski selski Sowet (ru. Ильичёвский сельский Совет) wurde im Juni 1947 eingerichtet. Im Jahr 1954 wurde der Dorfsowjet wieder aufgelöst und (offenbar) auf die Dorfsowjets Golowkinski selski Sowet, Saranski selski Sowet und Sosnowski selski Sowet aufgeteilt.
| Ortsname                   | Name bis 1947/50                                | Jahr der Umbenennung |
| -------------------------- | ----------------------------------------------- | -------------------- |
| Belomorskoje (Беломорское) | Groß Friedrichsgraben I, seit 1918: Hindenburg  | 1950                 |
| Bogatowo (Богатово)        | Szargillen/Schargillen, 1938–1945: „Eichenrode“ | 1947                 |
| Iljitschowo (Ильичёво)     | Kelladden, 1938–1945: „Waldwinkel“              | 1947                 |
| Krasnoje (Красное)         | Agilla, 1938–1945: „Haffwerder“                 | 1947                 |
| Lesnoje (Лесное)           | Florweg [Forsthaus]                             | 1947                 |
| Lomonossowka (Ломоносовка) | Permauern, 1938–1945: „Mauern“ und Meyerhof     | 1947                 |
| Sapowedniki (Заповедники)  | Lucknojen, 1938–1945: „Neuenrode“               | 1947                 |
| Scholochowo (Шолохово)     | Schelecken, 1938–1945: „Schlicken“              | 1947                 |
| Uglowoje (Угловое)         | Schwallenberg                                   | 1947                 |

## Kirche
Der weitaus überwiegende Teil der Bevölkerung Kelladdens (bzw. Waldwinkels) war vor 1945 evangelischer Konfession. Das Dorf war in das Kirchspiel der Kirche Laukischken eingepfarrt und gehörte zum Kirchenkreis Labiau in der Kirchenprovinz Ostpreußen der Kirche der Altpreußischen Union. Heute liegt Iljitschowo im Einzugsbereich der in den 1990er Jahren neu entstandenen evangelisch-lutherischen Gemeinde in Lomonossowka (Permauern, 1938–1946 Mauern), einer Filialgemeinde der Auferstehungskirche in Kaliningrad (Königsberg) in der Propstei Kaliningrad der Evangelisch-lutherischen Kirche Europäisches Russland.